# (5892) Milesdavis
(5892) Milesdavis ist ein Asteroid des inneren Hauptgürtels, der am 23. Dezember 1981 an der Sternwarte am purpurnen Berg (IAU-Code 330) in der Nähe von Nanjing in der chinesischen Provinz Jiangsu entdeckt wurde. Sichtungen des Asteroiden hatte es vorher schon am 27. Januar 1971 unter der vorläufigen Bezeichnung 1971 BS1 am Krim-Observatorium in Nautschnyj gegeben.
Die Sonnenumlaufbahn von (5892) Milesdavis ist mit einer Exzentrizität von 0,2993 stark elliptisch. An dem sonnennächsten Punkt (Aphel) seiner Umlaufbahn nähert sich der Asteroid dem Mars auf 0,0063 Astronomische Einheiten, das ist knapp die dreifache Entfernung von der Erde zum Mond. Der äußerste Punkt der Sonnenumlaufbahn liegt im äußeren Hauptgürtel.
Der mittlere Durchmesser des Asteroiden wurde mithilfe des Wide-Field Infrared Survey Explorers (WISE) grob mit 3,710 (±0,513) km berechnet. Die ebenfalls mit dem WISE berechnete Albedo von 0,411 (±0,142) deutet auf eine helle Oberfläche hin. Die SMASSII-Datenbank listet (5892) Milesdavis von der Spektralklasse her als Asteroid des S-Typs.
Die Lichtkurve des Asteroiden wurde im Dezember 2003 von Brian D. Warner mit einem 0,5-Meter-Ritchey-Chrétien-Cassegrain-Teleskop am Palmer-Divide-Observatorium in Colorado Springs, Colorado untersucht. Unabhängig davon untersuchten Richard Ditteon et al. am 0,81-Meter-Ritchey-Chrétien-Cassegrain-Teleskop des Tenagra-II-Obersvatoriums in Nogales, Arizona die Lichtkurve des Asteroiden im Dezember 2003 und Januar 2004. Die beiden Studien stimmten im Ergebnis nicht überein. Nach Konsultation von Alan W. Harris konnte mithilfe der Daten beider Beobachtungsorte die Rotationsperiode bestimmt werden. Die Beobachtungen ergaben eine Rotationsperiode von 10,59 (±0,02) Stunden.

## Benennung
(5892) Milesdavis wurde am 15. Dezember 2005 nach dem US-amerikanischen Trompeter Miles Davis (1926–1991) benannt. In der Widmung besonders hervorgehoben wurden seine Komposition So What sowie sein Album Kind of Blue  aus dem Jahr 1959, das er mit John Coltrane und Bill Evans einspielte. Nach John Coltrane und Bill Evans wurden ebenfalls am 15. Dezember 2005, also am selben Tag, die Hauptgürtel-Asteroiden (5893) Coltrane und (6007) Billevans benannt.